# 瓦赫河畔新城區

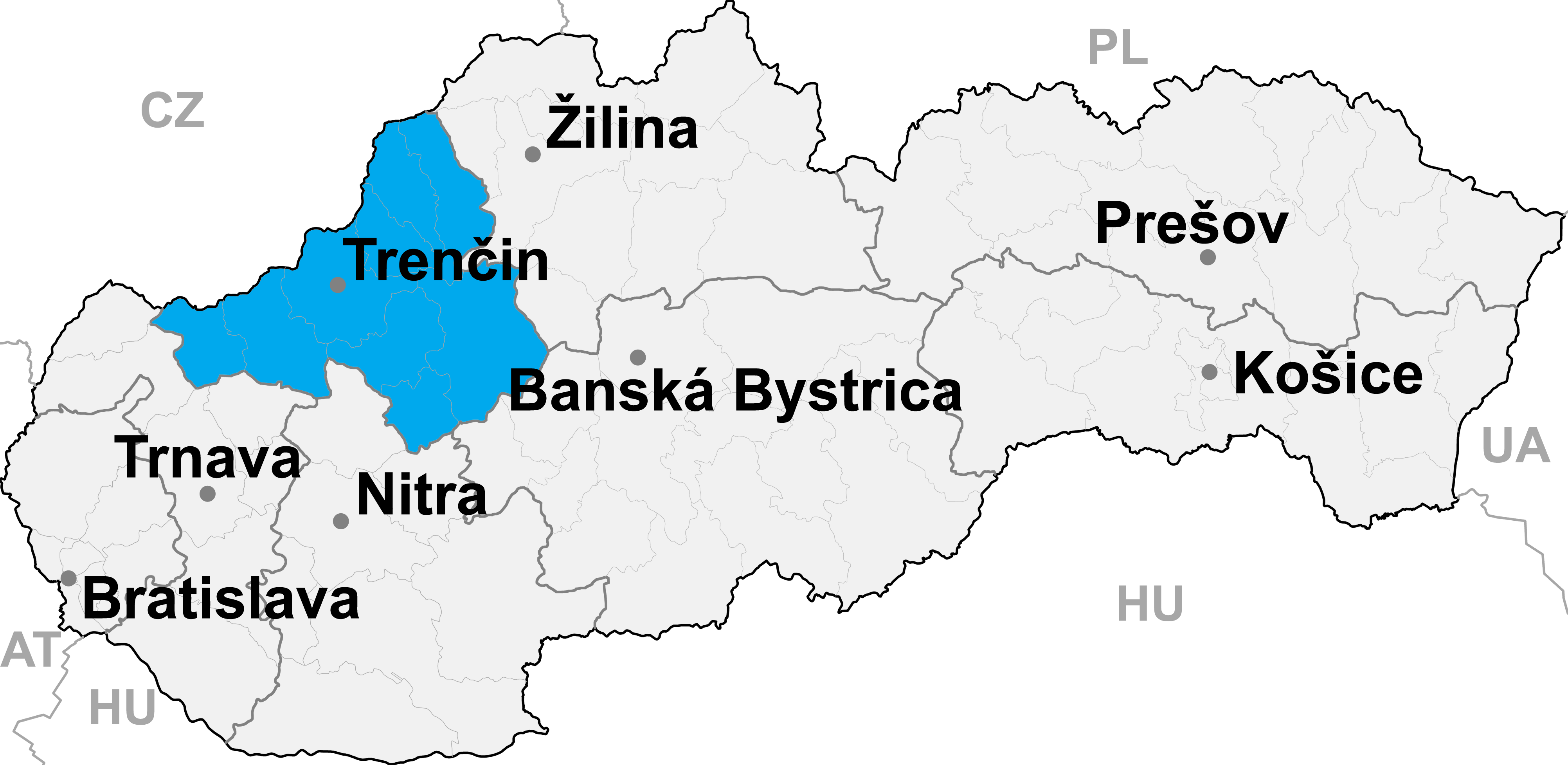

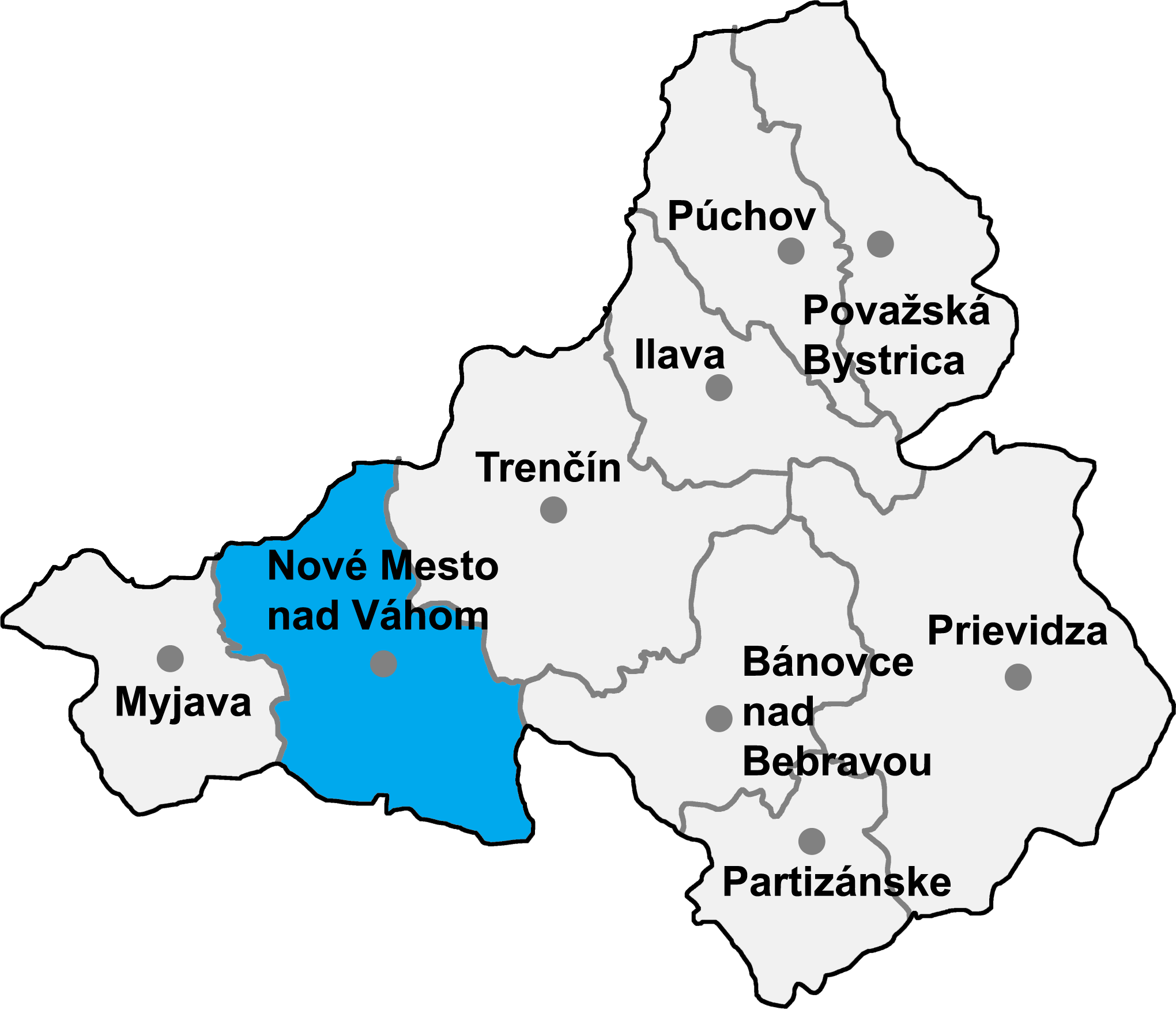

48°45′N 17°50′E / 48.750°N 17.833°E
瓦赫河畔新城區，是斯洛伐克的一個區，位於該國西部，由特倫欽州負責管轄，面積580平方公里，2010年該區人口62,708，人口密度每平方公里110人。